# Gustaf Gustafsson (tidningsman)

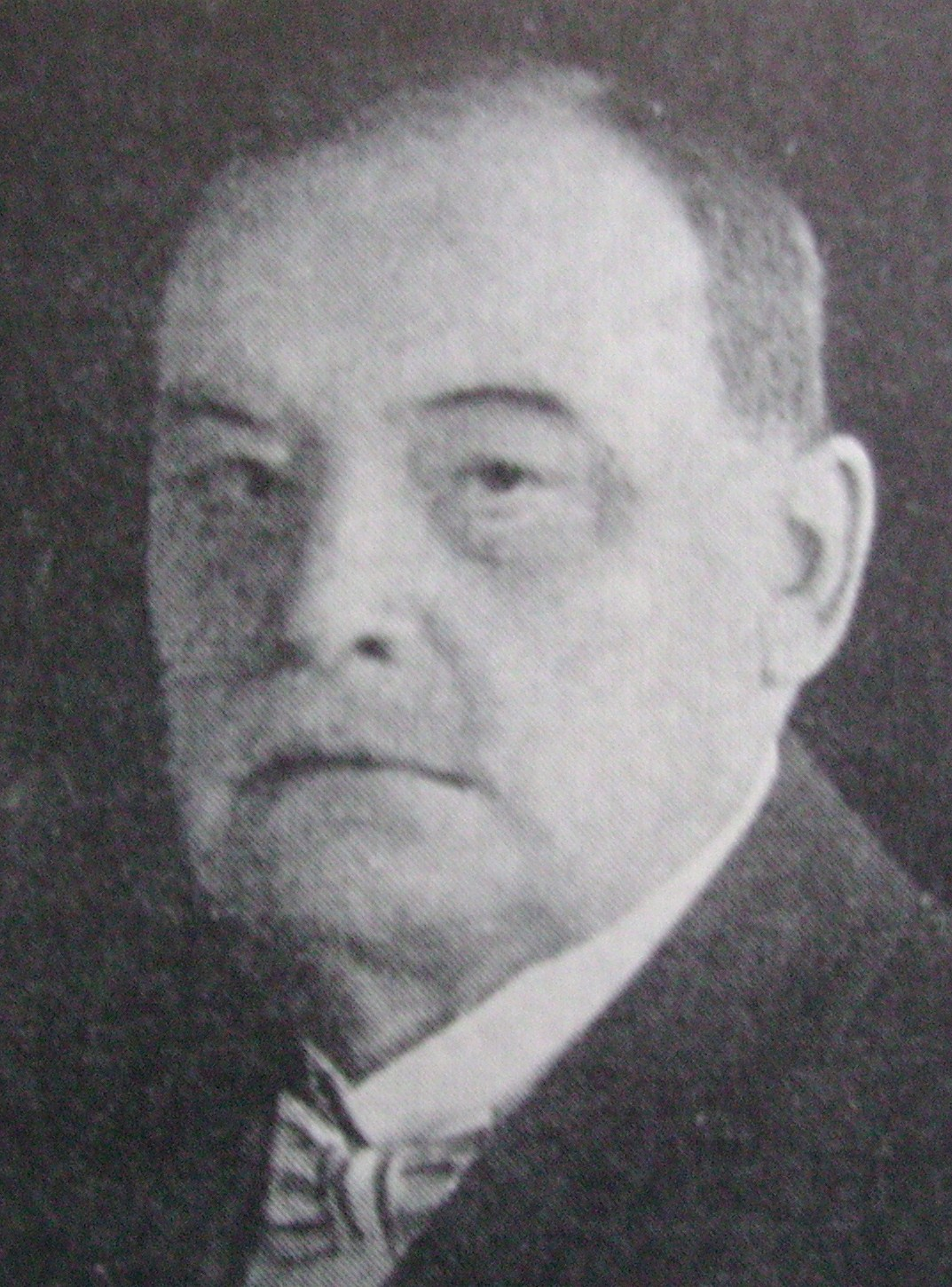
Gustafsson år 1959.

Gustaf Gustafsson, född 21 augusti 1865 i Kumla församling, Örebro län, död 27 december 1933 i Örebro, var en svensk tidningsman och politiker (nationella partiet).

## Biografi
Gustafsson blev student vid Uppsala universitet 1885 och avlade filosofie kandidatexamen där 1887. Han var 1887–1898 medarbetare i Vårt land och 1898–1909 huvudredaktör för Östgöta Correspondenten. Han var november 1913–april 1917 huvudredaktör för Stockholms Dagblad, förvärvade i slutet av 1916 aktiemajoriteten i Östergötlands Dagblad i Norrköping och inträdde samtidigt som dess huvudredaktör. 
Gustafsson tog flitigt del i rösträttsstriderna efter sekelskiftet som tidningsman, talare och författare till flera broschyrer om den proportionella valmetoden. Åren 1909–1913 var han ombudsman hos Allmänna valmansförbundets riksorganisation och därunder särskilt verksam för att – efter rösträttsreformen 1907–1909 och det därefter följande "demokratiska genombrottet" – samla de spridda ansatserna till moderata valmansföreningar till stommen för ett enhetligt organiserat svenskt högerparti. 
Gustafsson var under lagtima riksdagen 1919 ledamot av första kammaren för Östergötlands län. Högt uppburen av kolleger inom pressen innehade han i flera tidningsmannasammanslutningar höga förtroendeposter.